# Gloydius strauchi
Espèce
Synonymes
- Ancistrodon strauchi Bedriaga, 1912
- Agkistrodon tibetanus Barbour, 1912
- Agkistrodon halys qinlingensis Song & Chen, 1985
- Gloydius qinlingensis (Song & Chen, 1985)

Gloydius strauchi est une espèce de serpents de la famille des Viperidae. 

## Répartition
Cette espèce est endémique de République populaire de Chine.

## Description
C'est un serpent venimeux.

## Étymologie
Cette espèce est nommée en l'honneur d'Alexander Strauch.

## Publication originale
- Bedriaga, 1912 : Amphibien und Reptilien, 4 : Lacertilia (Lacertidae, Scincidae), Ophidia, Chelonia, and notes and additions. Wissenschaftliche Resultate der von N. M. Przewalski nach Central-Asien unternommenen Reisen. Band III. (Zoologischer Theil). Abth. 1. Saint Petersburg, p. 503-769.